# Alagna Valsesia
Alagna Valsesia (walsertyska: Im Land, piemontesiska: Alagna) är en ort och kommun i provinsen Vercelli i regionen Piemonte, Italien. Kommunen ligger i dalen Valsesia. Den är framför allt känd för sin offpistskidåkning. Orten är sammankopplad med skidorterna Gressoney och Champoluc.
Den 1 januari 2019 inkorporerades kommunen Riva Valdobbia in i Alagna Valsesia. Den nya kommunen hade 717 invånare (2019).